# 성주 보월동 삼층석탑
성주 보월동 삼층석탑(星州 甫月洞 三層石塔)은 대한민국 경상북도 성주군 수륜면 보월리에 있는 남북국 시대 신라의 삼층석탑이다. 1979년 1월 25일 경상북도의 유형문화재 제119호로 지정되었다.

## 개요
무너져 땅 속에 파묻힌 것을 1979년에 복원해 놓은 석탑으로, 바닥돌 위로 2층의 기단(基壇)을 높직하게 마련하고, 그 위로 3층의 탑신(塔身)을 쌓아 올렸다.
기단은 아래·위층 모두 각 면의 가운데와 모서리에 기둥모양을 본 떠 새겼다. 탑신부의 각층 몸돌은 모서리에만 기둥조각을 두었다. 지붕돌은 밑면에 5단씩의 받침을 두었고, 윗면의 경사는 비교적 느리게 흐르고 있으며, 처마는 수평을 이루다 네 귀퉁이에서 희미하게 위로 들려 있다.
전체적인 양식이나 조각기법 등으로 보아 통일신라시대에 세웠던 것으로 보인다.

## 참고 문헌
- 성주보월동삼층석탑 - 국가유산청 국가유산포털